# Брахиопиды
Брахиопиды (лат. Brachyopidae) — семейство вымерших земноводных из отряда темноспондильных. Они появились в нижнем мезозое и были по большей части водными животными. Фрагменты, обнаруженные в Лесото, в Африке, оказались приблизительно 7 метров в длину, то есть принадлежали самой большой амфибии когда-либо жившей на земле, кроме прионозуха.

## Роды
- Banksiops
- Batrachosaurus
- Batrachosuchoides
- Batrachosuchus
- Blinasaurus
- Brachyops
- Gobiops
- Notobrachyops
- Platycepsion
- Sinobrachyops
- Vanastega
- Vigilius
- Xenobrachyops